# Code 64
I Code 64 erano un gruppo musicale Electropop/Futurepop svedese.

## Storia
I Code 64 erano una band Svedese formata nel 2000 da tre ragazzi: Cristiane Espeland, Hasse Mattsson, e Henrik Piehl. Dopo tre anni hanno firmato con la piccola etichetta norvegese Angel Productions, pubblicando il loro primo album Storm nel 2003, che contiene nove brani originali. L'album fu rapidamente esaurito e i Code 64 hanno cominciato a creare una base di fan in tutta la Svezia. Le recensioni musicali sono state generalmente positive.
A seguito di questa release hanno continuato il loro lavoro, e nel 2006 con l'etichetta Memento Materia pubblicano il nuovo album Departure. La critica accoglie molto bene il disco e il trio ottiene un nuovo contratto con la cult Label Statunitense A Different Drum, che pubblica l'album anche sul territorio Americano.
Alla fine del 2007 il cantante Henrik Piehl ha lasciato la band a causa di divergenze musicali. Il 29 luglio 2008, è stato annunciato il nuovo cantante, Marious Bjorn Borg. Nel 2010 esce il loro terzo ed ultimo album intitolato Trialogue.